# Kleiner Eichberg
Kleiner Eichberg är en kulle i Österrike.   Den ligger i  förbundslandet Wien, i den östra delen av landet, 12 km sydväst om huvudstaden Wien. Toppen på Kleiner Eichberg är 339 meter över havet, eller 7 meter över den omgivande terrängen. Bredden vid basen är 0,20 km.
Terrängen runt Kleiner Eichberg är kuperad västerut, men österut är den platt. Terrängen runt Kleiner Eichberg sluttar österut. Runt Kleiner Eichberg är det mycket tätbefolkat, med 3 134 invånare per kvadratkilometer.. Närmaste större samhälle är Wien, 12,3 km nordost om Kleiner Eichberg. 
I omgivningarna runt Kleiner Eichberg växer i huvudsak blandskog.